# Fansite
Eine Fansite oder auch Fanseite, umgangssprachlich auch Fanpage, bezeichnet eine Website, auf der gezielte Informationen über eine Person des öffentlichen Lebens oder ein bestimmtes Hobby bereitgestellt werden. Ziel der Autoren solcher Websites ist es, das eigene Interesse mit Gleichgesinnten zu teilen, oder bei Leuten, die sich mit dem entsprechenden Thema noch nicht auseinandergesetzt haben, Interesse dafür zu wecken.
So findet man unzählige private Seiten im Web, die von Fans eingestellt wurden. Durch ihre Arbeit bei der Gestaltung und durch die Fülle der Informationen wollen die Fans ihre Bewunderung für den Star (den Fußballverein, den Film und so weiter) zum Ausdruck bringen.
Auf einer Fansite findet man zum Beispiel Biografien, Liedertexte (bei Bands und Sängern), Fotos, Videos, aktuelle Informationen und Terminhinweise.
Oftmals sind diese Seiten informativer und ausführlicher gestaltet als die offiziellen Internet-Präsenzen der Stars. Man findet auf Fansites auch Foren oder Chats, auf denen man sich mit Gleichgesinnten austauschen kann. Viele Fans kennen sich nur aus diesen Communitys und treffen sich nie oder selten real.
Nicht selten kommt es zu Abmahnungen durch die Inhaber der Rechte an eingestellten Inhalten, weil übereifrige Fans urheberrechtlich geschützte Daten ins Netz stellen (zum Beispiel Musik in Form von MP3-Dateien, Liedtexte, Fotos von der offiziellen Website und so weiter).